# Lúcio Licínio Murena
Lúcio Licínio Murena (em latim: Lucius Licinius Murena) foi um político da gente Licínia da República Romana eleito cônsul em 62 a.C. com Décimo Júnio Silano. Era filho do pretor Lúcio Licínio Murena e teve um filho homônimo que foi adotado por Aulo Terêncio Varrão e assumiu o nome de Lúcio Licínio Varrão Murena.

## Guerras Mitridáticas

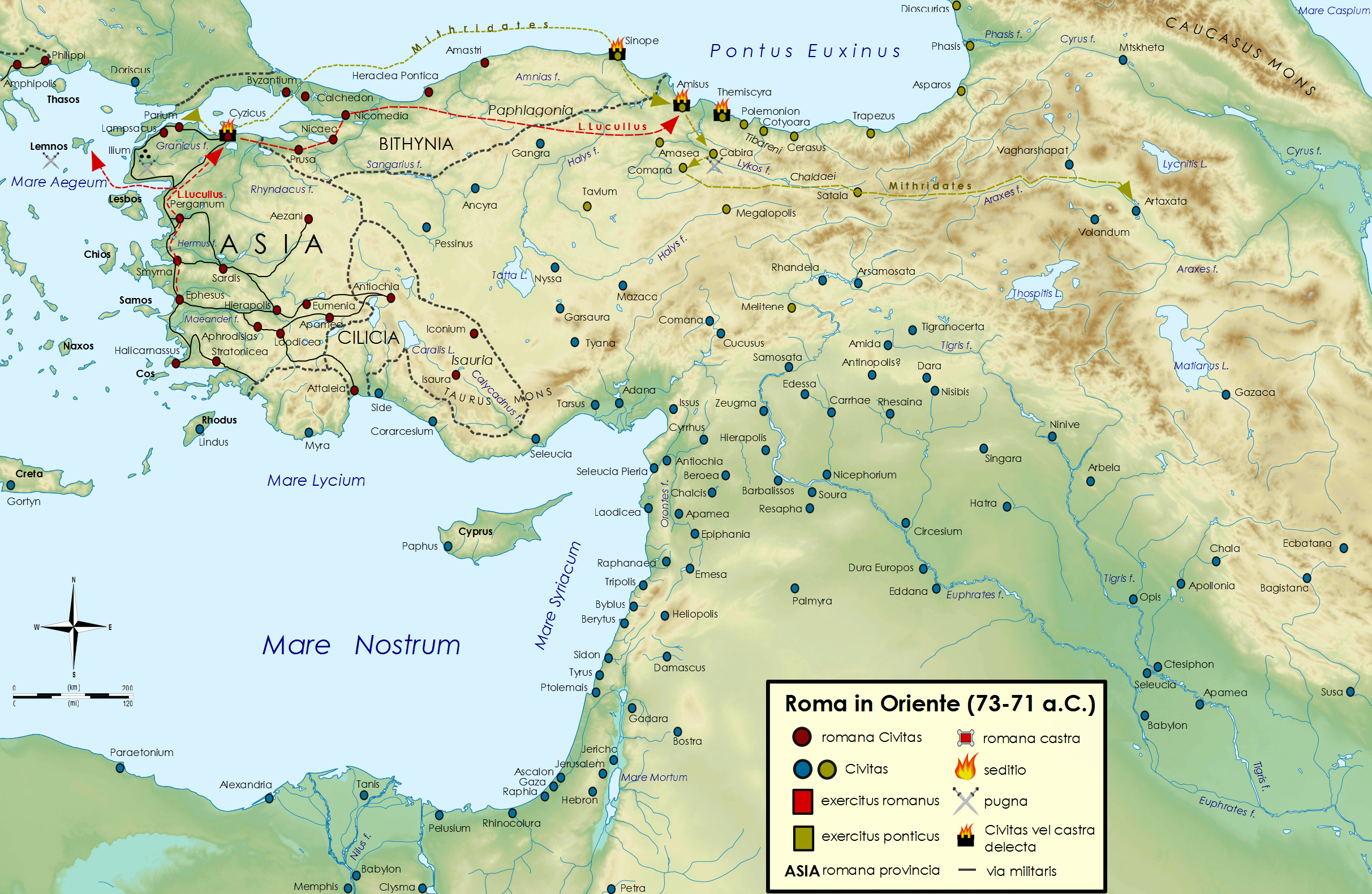
Mapa da Terceira Guerra Mitridática.

Murena lutou com Lúcio Cornélio Sula na Batalha de Queroneia e, ao final da Primeira Guerra Mitridática, foi deixado como governador propretor na Ásia por ele no comando das duas legiões anteriormente controladas por Caio Flávio Fímbria (86-84 a.C.). Obrigado a retornar à Itália para enfrentar os populares, Sula aceitou a Paz de Dárdanos, que permitiu que Mitrídates mantivesse o seu Reino do Ponto. Contudo, Murena promoveu um ataque preemptivo, alegando que ele estava rearmando o país, e desencadeou a Segunda Guerra Mitridática. Derrotado em uma batalha menor em 81 a.C., Murena recuou para se reagrupar e Sula ordenou que a paz fosse restaurada.
Mais tarde, foi questor em Roma juntamente com o jurista Sérvio Sulpício Rufo, que, mais tarde, seria seu rival pelo consulado. Foi edil curul e decorou as muralhas do Comitium com pedras da Lacedemônia.
Na Terceira Guerra Mitridática, que começou em 74 a.C., serviu sob o comando de Lúcio Licínio Lúculo, que o deixou a cargo do cerco de Amisos, que Murena conquistou em 71 a.C., enquanto Lúculo seguia para Cabira
Posteriormente, Murena perseguiu o rei Tigranes II da Armênia em sua retirada de Tigranocerta até os montes Tauro (69 a.C.). Lúculo ordenou que ele mantivesse o cerco da capital armênia, mas ele regressou a Roma antes do final da guerra, provavelmente em 68 a.C. e foi um dos dez encarregados de estabelecer a nova província romana do Ponto e de repartir os novos territórios conquistados na Ásia Menor.

## Pretor e propretor
Em 65 a.C., Murena serviu como pretor com Sérvio Sulpício, ocupando a função de juridictio enquanto Sulpício teve o azar de presidir os quaestiones peculatus. Novamente ganhou muita popularidade pela magnificência de seus ludi Apollinares.
Serviu em seguida como propretor da Gália Transalpina e caiu nas graças dos locais e dos romanos por sua imparcialidade. Empregou sue irmão, Caio Licínio Murena, como legado.
Em 62 a.C., foi eleito cônsul com Décimo Júnio Silano, mas, antes de assumir o cargo, foi acusado de suborno eleitoral (em latim: "ambitus") pelo próprio Sérvio Sulpício, um de seus adversários derrotados, que contava com o apoio de Marco Pórcio Catão, Cneu Postúmio e Sérvio Sulpício, o Jovem. Murena foi defendido por Crasso, o triúnviro, Quinto Hortênsio Hórtalo e Cícero, e acabou absolvido, apesar de ter sido, provavelmente, culpado, graças aos argumentos de Cícero, que lembrou que, com Catilina à frente de um exército às portas da cidade e seus cúmplices infiltrados nela, era necessário haver um cônsul enérgico para proteger o estado no ano seguinte.

## Consulado (62 a.C.)
Os dois cônsules eleitos tiveram que, no mês de dezembro de 63 a.C., decidir sobre o castigo a ser aplicado aos conspiradores que já haviam sido presos. Silano declarou que era partidário da "pena máxima" aos capturados e Murena, primeir indeciso, finalmente o apoiou.
O consulado de Silano e Murena foi um período bastante atribulado por causa da agitação provocada pelo tribuno da plebe Quinto Cecílio Metelo Nepos, que apoiava o retorno de Pompeu para se opor aos optimates. Os distúrbios chegaram a uma gravidade tal que o Senado deu poderes excepcionais aos cônsules para que preservassem a segurança da comunidade. Catão, que era um colega de Metelo, se opôs aos cônsules, mas o Murena o protegeu ainda assim durante uma escaramuça.
Foi neste período que se aprovou a Lex Licinia Junia, que confirmava e aumentava o rigor da Lex Cecilia Didia, fixando o prazo necessário entre a aprovação na assembleia e a promulgação de uma lei em três nundinas. Não há relatos de que Murena teria assumido uma posição proconsular em alguma província depois de seu mandato. Ele desaparece dos registros nesta época e é provável que tenha falecido.